# Joséphine Ndagnou
Josephine Ndagnou, née en 1964, est une réalisatrice, scénariste, productrice et actrice camerounaise qui a travaillé plus de 15 ans à la télévision nationale camerounaise (CRTV).

## Biographie
Née en 1964 à Galim, elle fait ses études primaires et secondaires au Cameroun, puis suit en France l'enseignement de l’École supérieure de réalisation audiovisuelle de Paris, puis prolonge par une maîtrise en réalisation à la Sorbonne.
Sa carrière d'actrice commence dans les années 1990 dans des téléfilms camerounais à succès, L'étoile de Noudi, Le retraité, et Japhet et Ginette qui contribuent grandement à sa notoriété au Cameroun. En 2005, elle revient au cinéma dans le film Les Saignantes de Jean-Pierre Bekolo,.
Son premier long métrage Paris à tout prix qu'elle a écrit et réalisé et dont elle est l'actrice principale sort en 2007. Bien accueilli, ce film sur l’immigration est un succès en Afrique, et un long métrage primé, en 2009, au festival panafricain du cinéma et de la télévision de Ouagadougou et au festival vues d'Afrique de Montréal,.

## Filmographie
- Paris à tout prix (2007) [4]
- Les Saignantes (2005) [5]
- Japhet et Jinette (1991) [6]
- Le dernier voyage (1990) [7]
- Le retraité (1990) [8]
- Etoile de Noudi (1989) [9]